# Schloss Obermotzing

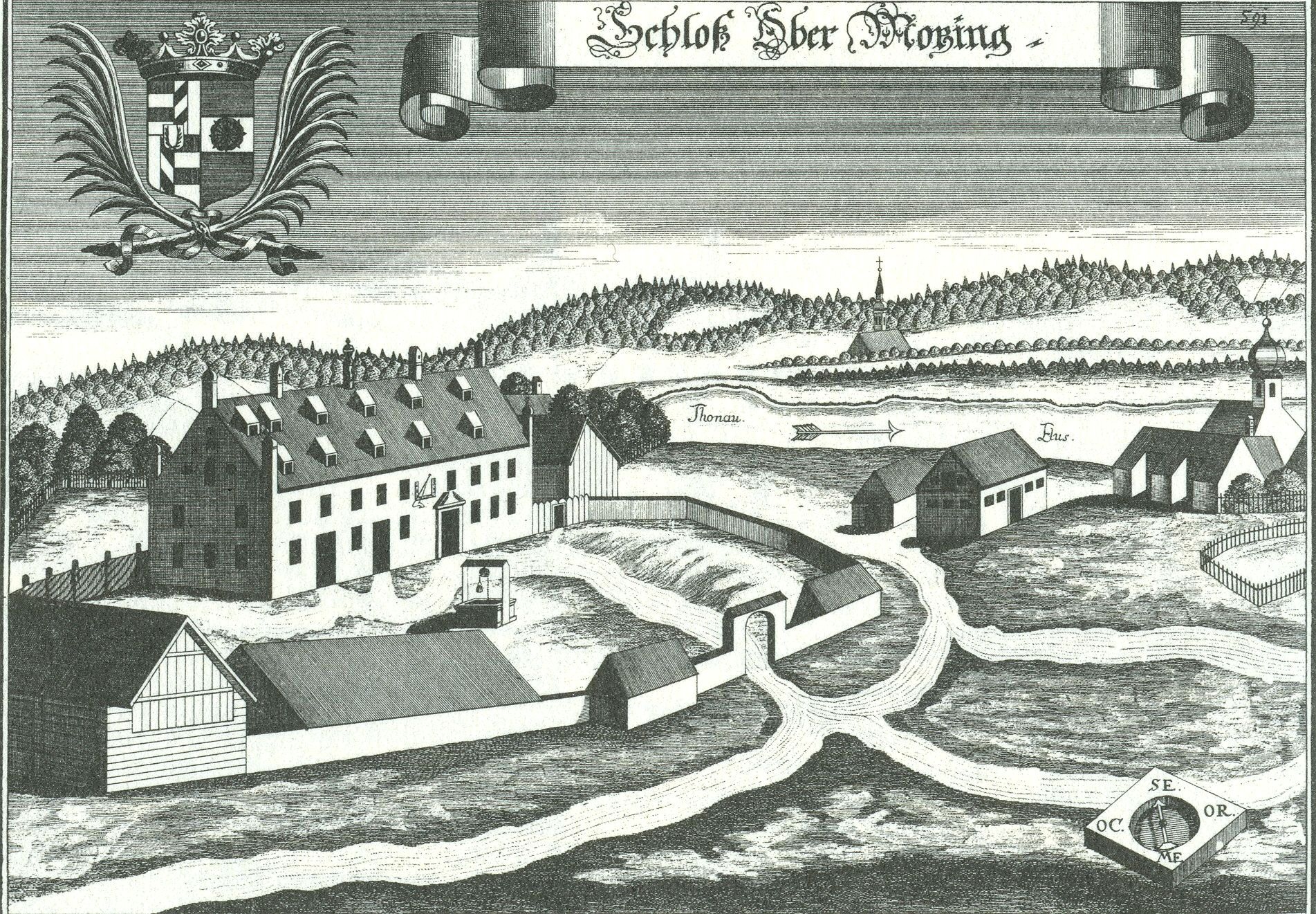
Schloss Obermotzing nach einem Stich von Michael Wening von 1721

Das abgegangene Schloss Obermotzing lag in dem gleichnamigen Ortsteil der Gemeinde Aholfing im niederbayerischen Landkreis Straubing-Bogen.

## Geschichte
In Obermotzing hatten die Herren von Rain bereits im 14. Jahrhundert Besitz. 1376 vermacht Leutwin der Rainer von Rain der Kapelle St. Peter bei Straubing zwei Höfe zu Obermotzing. Von dem Straubinger Bürger Hermann Zeller hat 1450 Heimeram der Rainer von Rain Obermotzing samt seiner Herrlichkeit erworben. Die Rainer besaßen also ab damals die Hofmarksrechte von Obermotzing. Obermotzing gehörte 1599 zum Oberamt Alburg. Nach 1802 gehörte Obermotzing gerichtlich zu dem Patrimonialgericht I. Klasse Rain bis zu dessen Auflösung und Einverleibung in das Landgericht Straubing 1848.

## Aussehen
Nach dem Stich von Michael Wening von 1721 war Obermotzing ein einfaches zweigeschossiges Gebäude mit einem auffallenden Portal, einer Sonnenuhr und zwei Reihen von Dachgauben. Eine niedrige Mauer mit einem Durchfahrtstor schützte die Anlage. Außerhalb ist eine Kirche zu erkennen, vermutlich die heutige Filialkirche St. Georg.